# ショア硬さ
ショア硬さ（ショアかたさ）は、アメリカ合衆国の企業Shore社のスプリング式硬度計（商標：デュロメータ）もしくはその相当品で計測されるゴム硬度。

## 解説
端子をスプリングを介してゴムに押し付け、ゴム反力とスプリングがバランスするゴム凹み量を計測し硬さとする。
ゴムは端子押付け後に時間が経過すると緩和が生じ、ゴム凹み量が増加傾向となるため、ショア硬さは押付け直後の値を測定する。
人肌はHs10、消しゴムはHs35、タイヤはHs65、ゴルフボールはHs90程で、Hs100は剛体。